# 毛羅·加沃托

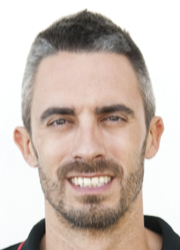
毛羅·加沃托

毛羅·加沃托（義大利語：Mauro Gavotto；1979年4月16日—）是一位意大利排球運動員。他代表意大利國家男子排球隊參加了2008年北京奧運會並協助全隊獲得第四名的成績。